# La Crosse, Wisconsin
La Crosse là một thành phố thuộc quận La Crosse, tiểu bang Wisconsin, Hoa Kỳ. Năm 2000, dân số của thành phố này là 51818 người.